# Cosmia orinella
Cosmia orinella är en fjärilsart som beskrevs av Embrik Strand 1921. Cosmia orinella ingår i släktet Cosmia och familjen nattflyn. Inga underarter finns listade i Catalogue of Life.